# Ruják András
Ruják András (Budapest, 1988. július 30. –) magyar válogatott kosárlabdázó, a Pécsi VSK-Veolia játékosa.

## Pályafutása
Ruják András Budapesten született, de még iskolás kora előtt Telkibe költözött szüleivel. Kosárlabda-pályafutását nyolc évesen kezdte a MAFC-ban, és tíz éven át maradt a Budapesti Műszaki és Gazdaságtudományi Egyetem csapatának kötelékében. 18 éves kora után szerepelt a Budafok és a Budaörs másodosztályú csapataiban, majd a 2008-2009-es szezonban bemutatkozhatott az NBI/A csoportjában, mégpedig az Enternet NTE-Hegyvidék színeiben. A következő szezont már a PVSK-Panthersben kezdte, a 2010-2011-es idény előtt pedig az Egis Körmend játékosa lett. 2013 júniusában írt alá a Soproni KC-hoz, ahol a csapat meghatározó játékosa és csapatkapitánya lett. A 2014-es kupa döntőjében a Sopron Ruják vezérletével a döntőbe jutott, ott azonban 70-68-ra kikapott a Szolnoki Olajtól. 2016 nyarán meghosszabbította szerződését a soproniakkal, egy év múlva, a 2017-18-as szezont megelőzően, Paksra, az Atomerőműhöz igazolt. 2019-ben újra a Pécsi VSK-Veolia csapatához szerződött.
A magyar válogatott tagjaként részt vett a 2017-es Európa-bajnokságon. 4 mérkőzésen 9 pontot szerzett.

## Család
Testvére, Ruják Nóra szintén kosárlabdázó, a PINKK-Pécsi 424 játékosa.